# دای جون
دای جون (انگلیسی: Dai Jun؛ زادهٔ ۶ فوریهٔ ۱۹۹۲) شناگر اهل چین است.